# 康羅伊角
康羅伊角（英語：Conroy Point），是南極洲的海岬，位於莫伊島西北部，屬於南奧克尼群島的一部分，由英國南極名稱諮詢委員命名，現時由南極條約體系管理。